# Alargamento da União Europeia

Os territórios dos Estados-membros da União Europeia (Comunidade europeias pré-1993) animados em ordem de adesão ao bloco. Os territórios fora da Europa não são mostrados.

O alargamento da União Europeia corresponde ao processo de expansão da União Europeia (UE), através da adesão de novos estados-membros. Este processo começou com os seis países originais, que fundaram a Comunidade Europeia do Carvão e do Aço (antecessora da UE) em 1952. Desde então, a UE cresceu para 28 estados-membros sendo a expansão mais recente a da Croácia em 30 de junho de 2013, tendo posteriormente diminuido para 27 membros com a saída do Reino Unido a 31 de janeiro de 2020.
Atualmente, estão em andamento negociações de adesão ao bloco com vários estados. O processo de alargamento é por vezes referido como "integração europeia". No entanto, este termo é também usado para se referir à intensificação da cooperação entre os estados-membros da UE conforme os governos nacionais permitem a harmonização progressiva das legislações nacionais.
Para aderir à União Europeia, um estado tem de cumprir certas condições económicas e políticas chamadas Critérios de Copenhaga (estabelecidos na Cimeira de Copenhaga em junho de 1993), que exigem um governo estável e democrático, que respeite o Estado de direito e as liberdades e instituições correspondentes. De acordo com o Tratado de Maastricht, cada estado-membro atual e o Parlamento Europeu devem concordar com qualquer alargamento.

## Pedidos de adesão
O artigo 49.º do Tratado de Maastricht diz que qualquer Estado europeu que respeite os "princípios da liberdade, democracia, respeito pelos direitos humanos e liberdades fundamentais, e o Estado de direito", pode candidatar-se à adesão à União. O Conselho Europeu de Copenhaga definiu as condições de adesão à União Europeia em junho de 1993, os chamados Critérios de Copenhaga. Os Estados dos Balcãs Ocidentais tinham de assinar um Acordo de Estabilização e Associação antes de qualquer pedido e de ganhar o estatuto de candidato, e todos já o fizeram.
A prioridade de adesão atual é a dos países dos Balcãs Ocidentais, Ucrânia e Moldávia, enquanto que o processo de adesão turco se encontra congelado.

Atuais estados-membros
Países candidatos
Potenciais candidatos

A Croácia fez o seu pedido de adesão à UE em 2003. A Comissão Europeia recomendou torná-la candidata oficial em 18 de Junho de 2004. As negociações começaram em 2005 e a candidatura foi aceita e assinada por todos os países membros. Em 2012, um referendo foi aprovado pela população croata, garantindo a entrada no grupo. A adesão ocorreu a 30 de junho de 2013.
A Macedónia do Norte candidatou-se ao bloco em janeiro de 2004. Em 2005, iniciaram-se as conversas entre o país e a União Europeia.
A Turquia viu reconhecido o seu estatuto de candidata em 1999, é um membro associado desde 1963, mas as negociações não foram iniciadas graças uma complexa problemática relacionada com direitos humanos e o envolvimento militar em assuntos políticos turcos. Muitos críticos na União Europeia questionam a entrada da Turquia, e se este é um país europeu ou não. Ao contrário de todos os outros países da UE que são cristãos, a Turquia é um país muçulmano, e isto tem sido alegado pelos turcos como o motivo pela sua não aceitação na União. No entanto, devido a situação religiosa na Europa atual, é muito improvável. Devido a todos estes factores, analistas políticos previam que a Turquia entrasse na União Europeia em 2015, enquanto outros previam que entrasse somente em 2020 ou nem sequer entre.
Todos os outros países dos Balcãs Ocidentais são potenciais países candidatos: Albânia, Bósnia e Herzegovina, Montenegro e Sérvia, Macedónia do Norte incluindo também o Cosovo no âmbito da Resolução 1244 do Conselho de Segurança das Nações Unidas. A UE reafirmou repetidamente ao mais alto nível o seu compromisso para com a eventual adesão à UE dos países dos Balcãs Ocidentais, desde que estes cumpram os critérios de adesão.
A Bósnia e Herzegovina oficializou a sua candidatura em Bruxelas em fevereiro de 2016, porém, o país deverá passar por diversas reformas e ajustes sociais, políticos e económicos, se quiser realmente ser aceite no bloco.
Com a dissolução das Antilhas Holandesas, poderia ter acontecido um pequeno alargamento (nos Países Baixos) nas Ilhas do Caribe. Os Países Baixos sugerem que a proposta do Tratado de Lisboa permite que as Antilhas Holandesas e Aruba optem pelo estatuto de regiões ultraperiféricas se assim o desejarem.
O referendo em Maiote decretou a transformação em departamento da França em 2011. O referendo foi realizado em 29 de março de 2009. O resultado foi "sim" (95,2%).